# Courrendlin
Courrendlin (Duits: Rennendorf) is een plaats en voormalige gemeente in het Zwitserse kanton Jura, en maakt deel uit van het district Delémont.
Courrendlin telt 2360 inwoners.
Op 1 januari 2019 werden Rebeuvelier en Vellerat opgenomen in de gemeente.